# Sawan Singh

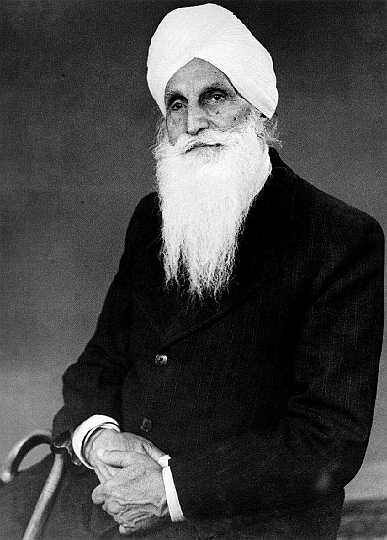
Baba Sawan Singh

Hazur Baba Sawan Singh Ji Maharaj (* 27. Juli 1858 in Mahmansinghwala, Distrikt Ludhiana, Punjab; † 2. April 1948 in Beas) war ein indischer Mystiker.

## Leben
Singh war der Sohn des Kabal Singh Grewal, der in der Armee diente und dessen Frau Jeevni. Er begleitete seit frühester Kindheit bis 1870 seinen Vater, der oftmals die   Gesellschaft heiliger Männer suchte und ihnen diente. Singh widmete daher 1870 bis 1878 sein Leben mit großer Hingabe der Meditation und den spirituellen Werten des Lebens. Während eines zweijährigen Aufenthalts in seiner Heimat traf er auf einen Experten für Vedanta und Yoga namens Bhoop Singh Ji, von profitierte von dessen Gesellschaft. Er entschloss sich der Welt zu entsagen und ein Sadhu zu werden. Seine Suche nach einem spirituellen Meister führte ihn schließlich zu Baba Jaimal Singh (1839–1903), der ihn 1894 in die inneren Mysterien initiierte. Bevor dieser starb, ernannte er Hazur Baba Sawan Singh zu seinem spirituellen Nachfolger.
Im Laufe seiner Meisterschaft wurden die Lehren von Sant Mat als natürlicher Weg anerkannt, um die spirituellen Ziele der Selbsterkenntnis und Gotterkenntnis zu erreichen.
Im Westen veröffentlichte Werke von und über Hazur Baba Sawan Singh waren vielen Suchern eine große Hilfe, um die Meditation auf das innere Licht und den inneren Ton zu erlernen.
Bevor er starb, ernannte er Sardar Bahadur Maharaj Jagat Singh zu seinem geistigen Nachfolger.
Dessen Beas-Schüler begannen nach seinem Tod getrennte geistige Missionen an anderen Orten in Indien. Diese sind Sant Kirpal Singh, Baba Somanath, Pritam Das, Shah Mastana Ji und Ishwar Puri.

## Werke (Auswahl)
- Philosophie der Meister. Radha Soami Satsang, 1989, ISBN 3-926239-02-6.
- Perlen spiritueller Weisheit. Radha Soami Satsang, Bad Soden 1998, ISBN 3-926239-07-7.
- Briefe von Hazur Baba Sawan Singh an seine Schüler. Band 1, SK-Publikationen, Hof 1998, ISBN 3-931214-09-5.